# Nicolò Arimondi
Pour les articles homonymes, voir Arimondi.
Nicolò Arimondi (Chiusa di Pesio, 1867 - Padoue, 1935) était un militaire italien et un dirigeant sportif.

## Biographie
Nicolò Arimondi est né dans une famille aisée et réputée de sa ville et s'est engagé très jeune dans une carrière militaire. Il était le petit-fils du général Giuseppe Arimondi. 
Pendant la guerre italo-turque, il a été décoré d'une médaille de bronze de la valeur militaire lors de l'avancée de l'armée royale (Regio Esercito) vers Henni le 26 octobre 1911. De retour dans sa patrie, il est stationné à Rome dans le 1er Grenadiers sardes. C'est là qu'il rencontre le médecin Carlo Colombo qui, peu après, va mettre en place la première expérience de scoutisme en Italie. 
Arimondi, bien inséré dans le milieu sportif de la capitale, est élu secrétaire de la section d'éducation pré-militaire de la Società Podistica Lazio en février 1913. Cette nomination est précieuse pour aider Colombo à organiser lui-même le premier rassemblement de garçons à l'instar des scouts de Robert Baden-Powell. L'événement, qui se déroule à Rome, est un grand succès. 
Il est promu colonel (Colonnello) pendant la Grande Guerre. 
Il est mort à Padoue en 1935 et une rue de la ville porte son nom.

## Décorations
- Médaille de bronze de la valeur militaire

Dans l'avancée sur Henni, il a mené sa compagnie à travers un terrain traître et difficile avec audace et témérité. - Henni 26 octobre 1911
- Médaille commémorative de la guerre italo-autrichienne 1915-1918
- Médaille commémorative de l'Unité italienne 1848-1918
- Médaille italienne de la Victoire interalliée
- Médaille commémorative des campagnes de Libye